# Wet Wet Wet
Wet Wet Wet（ウェット・ウェット・ウェット）は、スコットランドのクライドバンクで結成されたバンド。

## 概要
マーティ・ペロウ（ボーカル）、グレアム・クラーク（ギター）、トミー・カニンガム（ドラム）、ニール・ミッチェル（キーボード）によって結成された4人組バンド。
映画『フォー・ウェディング』のメイン・テーマ曲となった「愛にすべてを (Love Is All Around)」は、全英シングルチャート14週連続1位と当時の記録を更新した。

## ディスコグラフィ

### スタジオ・アルバム
- 『ポップド・イン・ソウルド・アウト』 - Popped In Souled Out (1987年)
- 『メンフィス・セッション』 - The Memphis Sessions (1988年)
- 『ホールディング・バック・ザ・リヴァー』 - Holding Back the River (1989年)
- 『ハイ・オン・ザ・ハッピー・サイド』 - High on the Happy Side (1992年)
- Cloak & Dagger (1992年)
- 『ピクチャーズ』 - Picture This (1995年)
- 『テン』 - 10 (1997年)
- Timeless (2007年)
- The Journey (2021年)

### ライブ・アルバム
- Wet Wet Wet: Live (1990年)
- 『エンジェル・アイズ〜ライヴ・アット・ザ・ロイヤル・アルバート・ホール』 - Live at the Royal Albert Hall (1993年)
- Live – Volume One & Two: Mail on Sunday (2006年)

### シングル
- 「ウィッシング・アイ・ワズ・ラッキー」 - "Wishing I Was Lucky" (1987年)
- "Sweet Little Mystery" (1987年)
- 「エンジェル・アイズ」 - "Angel Eyes (Home and Away)" (1987年)
- "Temptation" (1988年)
- "With a Little Help from My Friends" (1988年)
- 「スウィート・サレンダー」 - "en:Sweet Surrender (Wet Wet Wet song)" (1989年)
- "Broke Away" (1989年)
- "Hold Back the River" (1990年)
- "Stay with Me Heartache (Can't Stand the Night)" (1990年)
- 「メイク・イット・トゥナイト」 - "Make It Tonight" (1991年)
- "Put the Light On" (1991年)
- "Goodnight Girl" (1991年)
- "More than Love" (1992年)
- "Lip Service" (1992年)
- "Blue for You" (live) / "This Time" (live) (1993年)
- "Shed a Tear" (1993年)
- "Cold Cold Heart" (1993年)
- 「愛にすべてを」 - "Love Is All Around" (1994年)
- 「グッドナイト・ガール'94」 - "Goodnight Girl '94" (1994年)
- 「ジュリア・セズ」 - "Julia Says" (1995年)
- 「フォーギヴ・ミー・ナウ」 - "Don't Want to Forgive Me Now" (1995年)
- "Somewhere Somehow" (1995年)
- "She's All on My Mind" (1995年)
- 「モーニング」 - "Morning" (1996年)
- "If I Never See You Again" (1997年)
- "Strange" (1997年)
- "Yesterday/Maybe I'm in Love" (1997年)
- "All I Want" (2004年)
- "Too Many People" (2007年)
- "Weightless" (2008年)
- "Step by Step" (2013年)